# Skove ved Brahetrolleborg
Skove ved Brahetrolleborg este o arie protejată (arie de protecție specială avifaunistică — SPA) din Danemarca întinsă pe o suprafață de 2.575 ha, integral pe uscat.

## Localizare
Centrul sitului Skove ved Brahetrolleborg este situat la coordonatele 55°07′52″N 10°22′35″E / 55.131111°N 10.376389°E.

## Înființare
Situl Skove ved Brahetrolleborg a fost declarat arie de protecție specială avifaunistică în mai 1983 pentru a proteja 9 specii de animale.

## Biodiversitate
Situată în ecoregiunea continentală, aria protejată nu include niciun habitat protejat.
La baza desemnării sitului se află mai multe specii protejate de  păsări (9): rață lingurar (Anas clypeata), gâscă cenușie (Anser anser), rață-cu-cap-castaniu (Aythya ferina), rața moțată (Aythya fuligula), codalb (Haliaeetus albicilla), vultur pescar (Pandion haliaetus), viespar (Pernis apivorus), cormoran mare (Phalacrocorax carbo), chiră de baltă (Sterna hirundo).